# Javier Temple
Gerardo Javier Temple Ugarriza (Lima, 29 de abril de 1953 - 20 de agosto de 2023), conocido también como Javier Temple o La Temple, fue un artista peruano, pionero en el transformismo en Perú, por lo que fue apodado como «La madre de todas las divas».

## Biografía
Javier Temple nació en Lima el 29 de abril de 1953, en el seno de una familia tradicional y acomodada que residía en el distrito de Magdalena.
Inició su carrera artística en la década de 1970, cuando conoció al también artista drag Juan Carlos Ferrando. Su primera espectáculo fue un café teatro gracias al patrocinio del empresario Mario Carozzi en la discoteca Perseo, donde realizó una imitación de la bailarina argentina Nacha Guevara. Posteriormente, realizó imitaciones de otras artistas, como Marlene Dietrich, Dalva de Oliveira y Jósephine Baker. Para sus espectáculos se inspiraba en la elegancia de Edith Piaf o Greta Garbo.

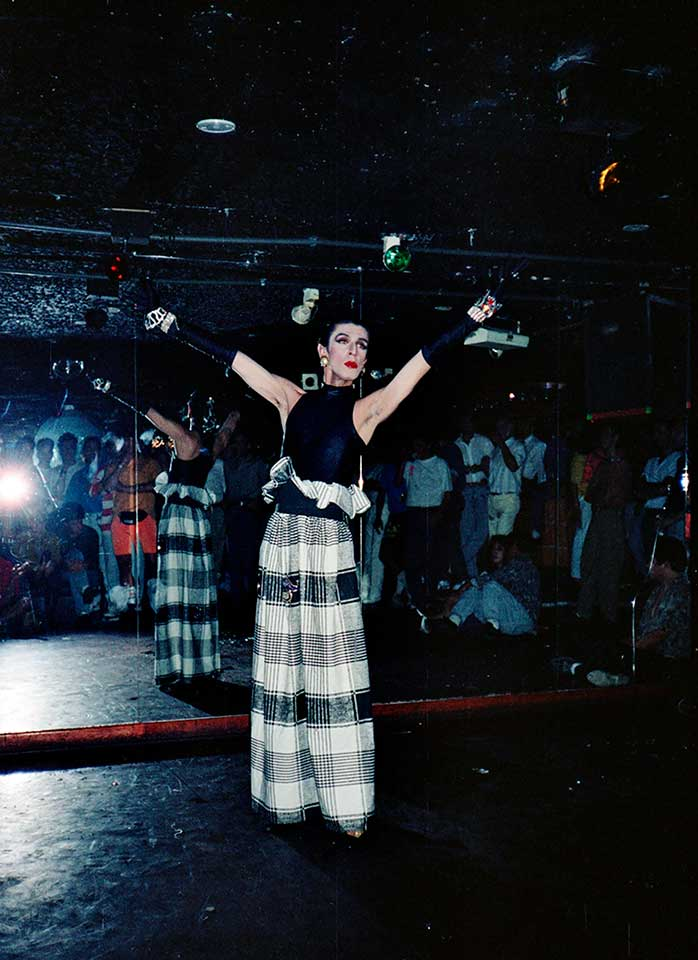
Javier Temple en cantando Paris Paname en Studio One, 1991

Su hogar en el distrito de Magdalena fue un refugio para otras personas homosexuales, que eran apartadas de la conservadora sociedad limeña.
En 1994 protagonizó el falso documental Anastasha, dirigido por Antonio Fortunic, con producción de Javier Ponce Gambirazio, Laura Batticati y Juan Carlos Ferrando, donde interpretó a una imaginaria actriz peruana de comienzos del siglo XX. La película, de estilo camp y circulación principalmente en circuitos subtes, fue exhibida en dos ocasiones en el Festival de Cine de Lima.
Tras una larga y exitosa carrera, en 2010 realizó su último espectáculo en la discoteca Legendaris.
Falleció en Lima el 20 de agosto de 2023.

### Homenaje
El 22 de octubre del 2024 se presentó, en la Alianza Francesa de Lima, "Anastasha, treinta años de una película de culto 1994-2024" (Antonio Fortunic, Javier Ponce, Laura Batticani). Este volumen conmemorativo cuenta el origen, producción y realización de la película, con fotos y material gráfico, y las relaciones entre los integrantes del equipo de producción. Cuenta con textos de colaboradores como: Hernán Migoya, Mario Bellatín, Francisco Lombardi, Juan Bonilla, Bárbara Panse, Diego Galdo, Giancarlo Mori, Christian Plascencia, Lucas Cornejo Pásara, Magally Alegre Henderson, Marina García Burgos, Juan Villanueva García.

## Filmografía
- Anastasha (1994)